# Berlin (documentaire)
Pour les articles homonymes, voir Berlin (homonymie).
Berlin est un documentaire britannique coproduit en 2009 par la BBC et l'Open University composé de trois épisodes de soixante minutes. Lors de sa diffusion au Royaume-Uni, les deuxième et troisième épisodes ont été suivis par environ un million de téléspectateurs,.